# Довгі дні, короткі тижні...
«Довгі дні, короткі тижні…» — радянський двосерійний телефільм 1980 року, знятий режисерами Володимиром Попковим і Семеном Винокуровим на Кіностудії ім. О. Довженка.

## Сюжет
Телефільм розповідає про молодь кінця 1970-х років і про вибір ними свого життєвого шляху.

## У ролях
- Наталія Акімова — Наталія Щипіхіна
- Анатолій Ромашин — Антонов
- Юрій Шликов — Сергій Астахов
- Микола Трофімов — Павленко
- Володимир Шпудейко — Чебуланкін
- Олександр Пашутін — Олексій Лушин
- Андрій Подубінський — Віктор Ладонніков
- Віктор Панченко — Коля Рибаков
- Світлана Автухова — Зіна
- Аліція Омельчук — Ліза
- Людмила Лобза — Клава
- Ніна Антонова — Ірина Миколаївна, секретар Антонова
- Неоніла Гнеповська — масовик-витівник в санаторії
- Лілія Гриценко — конструктор
- Т. Заславська — епізод
- Ю. Ляховецька — епізод
- Марія Мішуріна — епізод
- Л. Нєсвєтєй — епізод
- В. Плотникова — епізод
- Ніна Реус — гостя Сергія
- Лідія Чащина — гостя Сергія
- Юрій Аверін — директор заводу
- Борис Александров — робітник на зборах
- Давид Бабаєв — гість Сергія
- Павло Громовенко — Моїсеєв
- В. Дєєв — епізод
- Л. Заславський — епізод
- Юрій Коміссаров — робітник
- Іван Матвєєв — Міхеїч, сторож заводу
- Олексій Мороз — гість Сергія
- Олександр Муратов — гість Сергія
- Євген Паперний — адміністратор ресторану
- Віктор Поліщук — керівник хору
- Микола Прокопович — Овчинников, конструктор
- Юрій Рудченко — Кулага, робітник, який виступає на зборах
- В'ячеслав Сланко — епізод
- Анатолій Соколовський — робітник на зборах
- М. Соломонов — епізод
- А. Старостін — епізод
- Коста Турієв — Костас, гість Сергія
- В. Усов — епізод
- Віктор Черняков — Паклін
- Олександр Чубов — епізод
- Наташа Винокурова — епізод
- Саша Кучеренко — епізод
- Альоша Ніколаєв — епізод
- Степан Жаворонок — робітник, що сдає іспит
- Михайло Ігнатов — робітник, що сдає іспит
- Олександр Толстих — Саня, робітник, що складає іспит
- Геннадій Болотов — робітник на зборах

## Знімальна група
- Режисери — Володимир Попков, Семен Винокуров
- Сценарист — Олександр Бізяк
- Оператор — Ігор Бєляков
- Композитор — Олег Ківа
- Художник — Едуард Шейкін